# Religion en Biélorussie
L'article religion en Biélorussie (ou Belarus) recense les ressources de Wikipedia sur les pratiques religieuses de ce pays enclavé, à l'histoire entremêlée à celle de ses voisins, Russie, Pologne, Lituanie.
Après plus d'un millénaire, la population de 9 500 000 Biélorusses environ (en 2020) reste majoritairement chrétienne (à près de 60 %, dont ~ 48 % d'orthodoxes).
Après plus d'un demi-siècle d'athéisme d'État, l'incroyance ou l'irréligion résiste (entre 10 et 40 %, selon les estimations). La rodnovérie très marginale renoue avec un vieux fond slave préchrétien polythéiste.

## Histoire

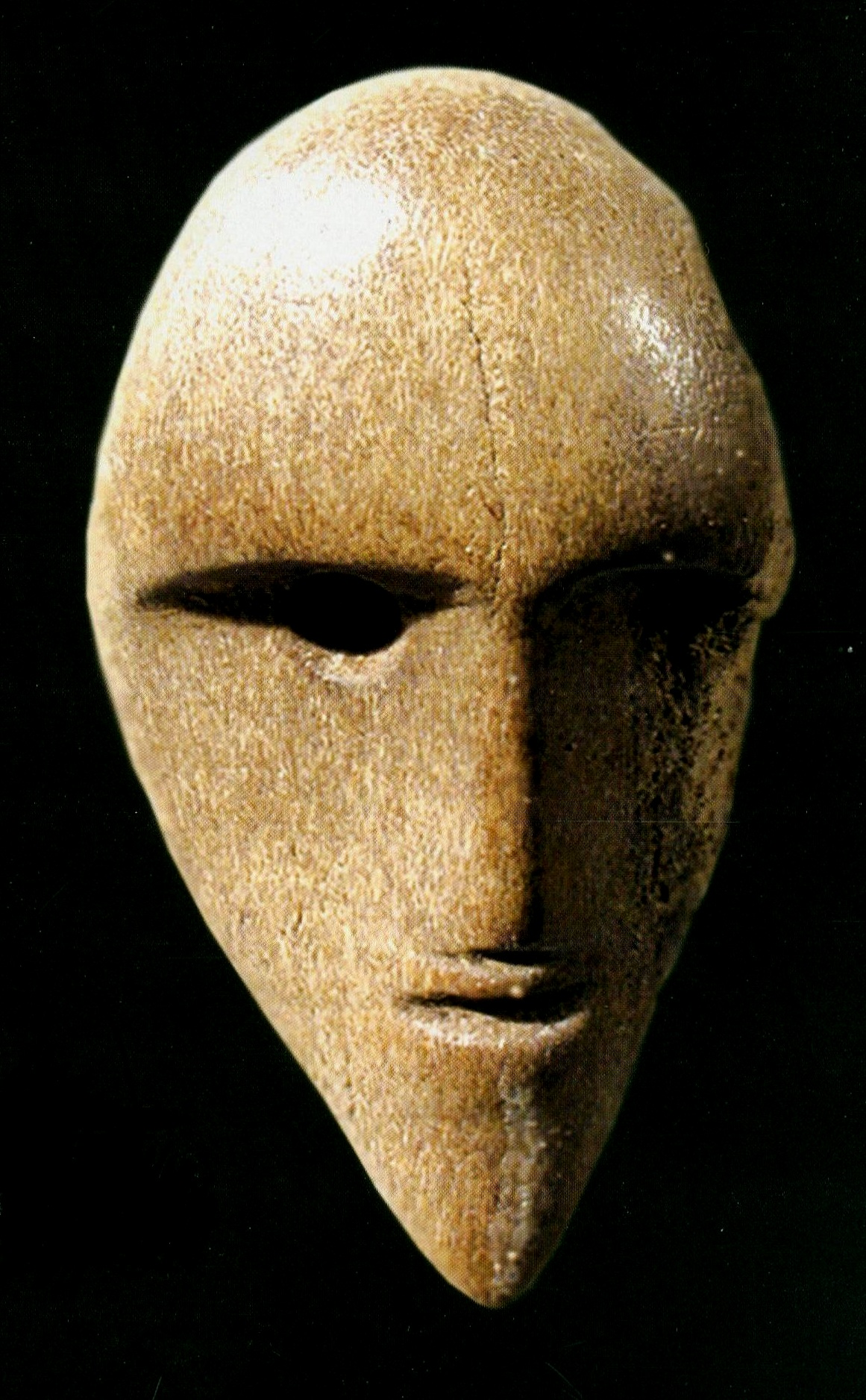
Figure humaine du néolithique, Asavicts-2

- Sites archéologiques en Biélorussie (en)
- Russie blanche, Ruthénie, Histoire de la Biélorussie

### Origines
Les Slaves orientaux, partie des  Slaves avec des langues balto-slaves, apparaissent en Europe lors des grandes migrations des Ve et VIe siècles.
Ils pratiquent une forme de polythéisme, qu'on dénomme paganisme slave ou mythologie biélorusse : liste des divinités slaves, folklore slave (en).
Une minorité pratique également la Zagovory (en), magie traditionnelle des Slaves orientaux.

### Christianisme
- Christianisation des Slaves (en)
- Christianisation de la Rus' de Kiev à partir de 867
- Évangéliaire de Turow (de)XIe siècle, Évangéliaire de Lauryschawa (de) XIVe siècle
- Architecture de la Rus' de Kiev (en), Liste illustrée des édifices de l'époque pré-mongole de la Rus'
- Church of St Cyril of Turau and All the Patron Saints of the Belarusian People (en) catholique (Londres, 2015-2017)
- Uniatisme, Églises catholiques orientales, Union de Brest (1596) de certaines églises orthodoxes ruthènes au catholicisme romain, Union d'Oujhorod (1646)
- Monastères chrétiens en Biélorussie (en)
- Liste d'églises catholiques en Biélorussie (en)
- Orthodoxes vieux-croyants

### Judaïsme
- Histoire des Juifs en Biélorussie
- Zone de Résidence pour les Juifs dans l'Empire russe (territoires définis par décrets successifs)
- Synagogues en Biélorussie, Liste illustrée de synagogues en Biélorussie (de)
- Karaïmes
- Yechiva de Volojine
- Liste de cimetières juifs en Biélorussie (de)
- Pogroms en Biélorussie pendant la guerre civile russe (1918-1922), massacre de Pinsk
- Ghettos de Biélorussie pendant la Seconde Guerre mondiale (1941-1944)
  - Shoah en Biélorussie

### Islam
L'Islam en Pologne, Lituanie et Biélorussie (de) trouve ses origines dans le Khanat de Crimée (1441-1783) et les Tatars de Crimée (et le Khanat de Sibérie ou Sibir (1428-1600)).
Les Tatars baltiques sont des guerriers appréciés, ce dont témoigne le corps des Tartares lituaniens de la Garde impériale napoléonienne.
La route commerciale des Varègues aux Grecs et ses concurrentes comme la route commerciale de la Volga mettent en relation la Baltique et ses produits (dont des esclaves, Saqaliba (Slaves esclaves), Esclavons) avec l'économie byzantine et le khanat khazar.
Les Tatars sont présents en Lituanie (et en Biélorussie) depuis le XIVe siècle, lorsque Vytautas le Grand (grand-duc de Lituanie de[1392 à 1430) leur accorde des terres, près de Trakai et en Biélorussie, en échange de leur participation aux campagnes militaires.
- Invasion mongole de la Rus' de Kiev (1223-1240), Invasion mongole de l'Europe (1206-1294)
  - Invasions mongoles de la Pologne (1240-1288), Invasions mongoles de la Hongrie (1241-1286)
- Invasion des Tatars (de) (XIVe – XVIe siècles)
- Mosquées en Biélorussie (pl)
  - Mosquée de Navahrudak (en) (en bois)

### Autres
- Stèles turco-mongoles et eurasiatiques, dont l'idole du Zbroutch
- Stèles anthropomorphes

## Religion et État

### XXesiècle
- Persécutions anti-chrétiennes dans le bloc de l'Est (1917-1990) (en)
- Campagne anti-religieuse en Pologne (1944-1990) (en)

Malgré la guerre, l'holocauste, la russification, l'athéisme d'État, le pays a connu un renouveau charismatique qui a accompagné le délabrement de l'URSS et l'indépendance.

### XXIesiècle
Depuis l’indépendance (1990/1991), la Biélorussie n'a plus de religions d'État ni officielles et depuis 1996, l'article 16 de la Constitution dispose que « Les activités des organisations religieuses dirigées contre la souveraineté de la République de Biélorussie, son régime constitutionnel et la concorde civile ou qui impliquent une violation des droits civils et des libertés des citoyens, ou les empêchent d'exécuter leurs obligations publiques et familiales ou à l'égard de l'État, ou sont préjudiciables à leur santé ou leur moralité, sont interdites », et l'article 31 que « chacun a le droit de manifester sa religion et de participer à des cérémonies religieuses qui ne sont pas interdites par la loi » autorisant, ainsi l'Église catholique.

## Galerie

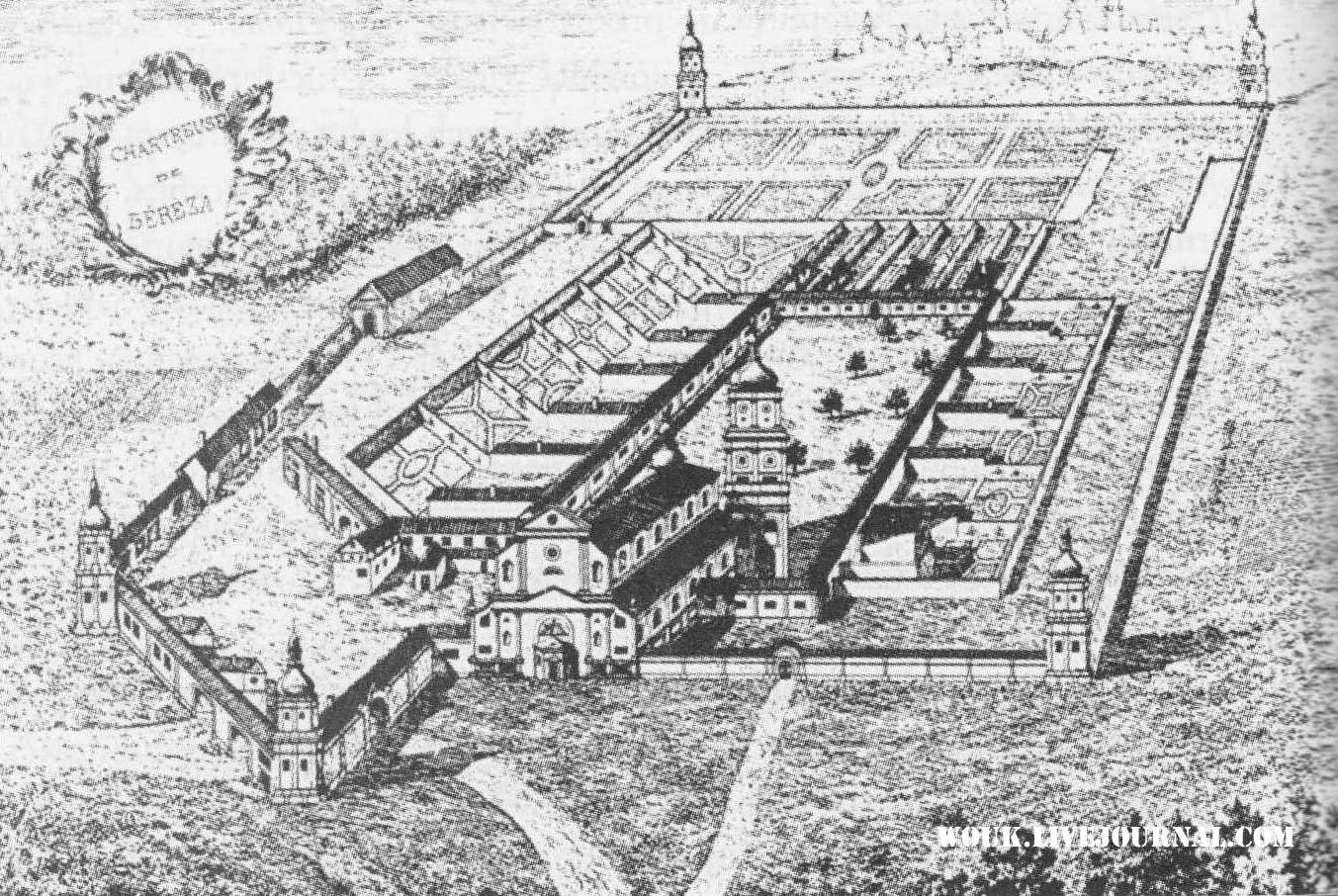
Chartreuse de Bereza en 1743
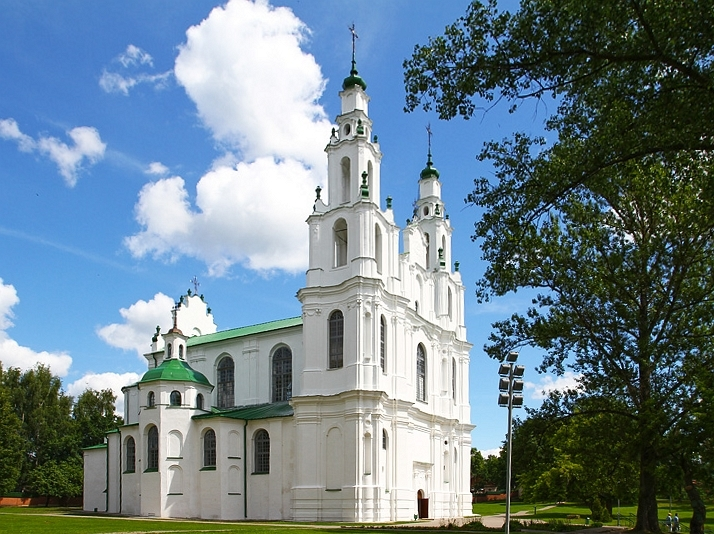
Cathédrale Sainte-Sophie de Polotsk
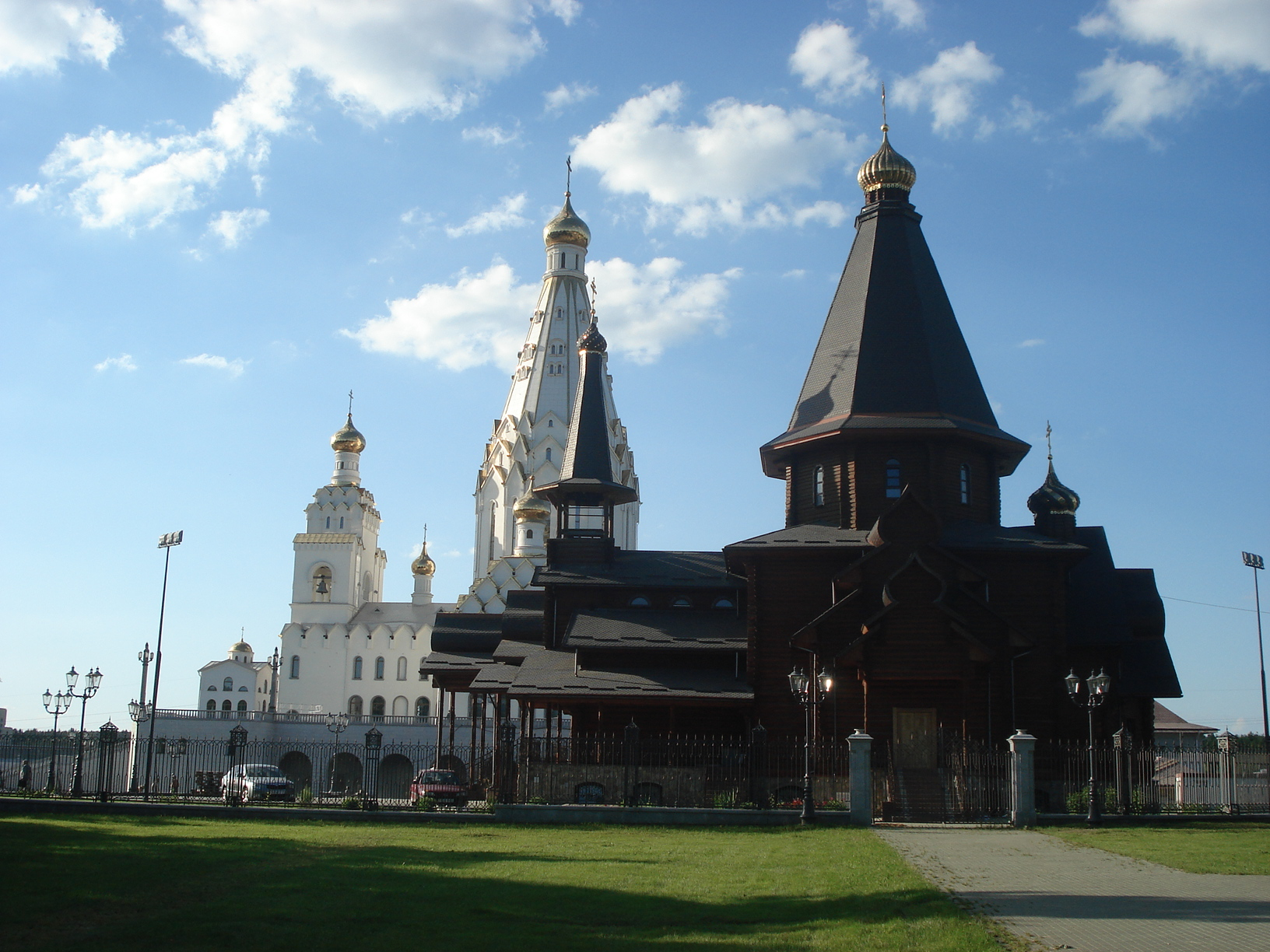
Vue de l'église de la Trinité en premier plan et de l'église de Tous-les-Saints de Minsk
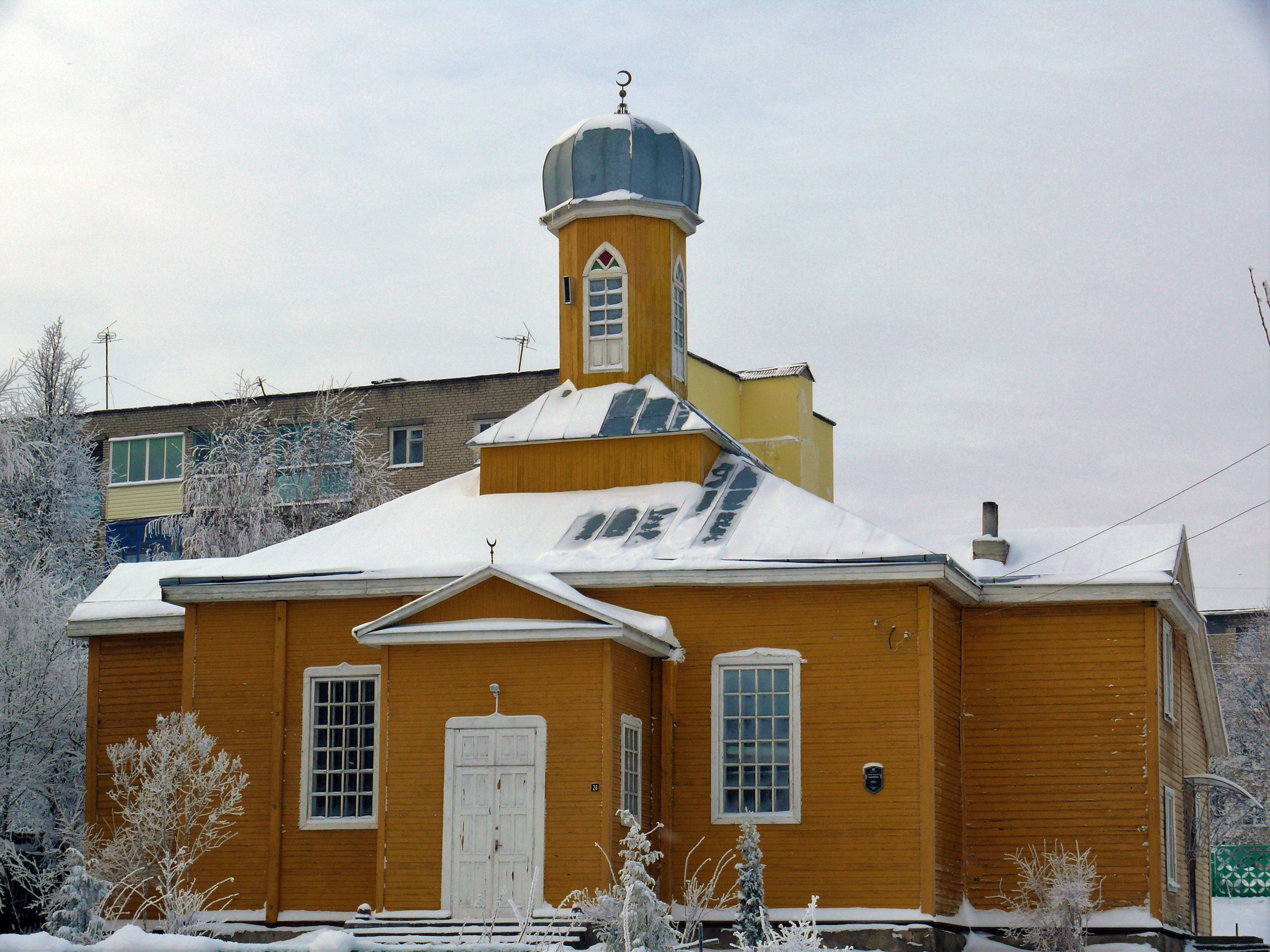
Mosquée tatare en bois, Navahroudak (Grodno)

## Repères en 2020
Pour une population d'approximativement 9 500 000 Biélorusses
- Religion en Biélorussie (rubriques)[6]
  - Édifices religieux en Biélorussie
- Christianisme (55-57 %)
  - orthodoxie (48,3 %), Cathédrales orthodoxes en Biélorussie
    - Église orthodoxe de Biélorussie (Patriarcat de Moscou) (800 000), de rite byzantin des Églises catholiques orientales :
    - Église orthodoxe autocéphale biélorusse, Église de Kiev et de toute la Rus', Métropole de Lituanie (et Biélorussie)

  - catholicisme (7..20 %, ~ 1 000 000 ?)
    - Église catholique de Biélorussie
    - Église grecque-catholique biélorusse de rite byzantin (1 ‰)

  - protestantisme (1..3 %), Église évangélique réformée biélorusse (en), Église évangélique luthérienne de Russie, Ukraine, et Asie centrale
    - Restaurationnisme chrétien, Adventisme, Mormonisme, Pentecôtisme, Témoins de Jéhovah...
- Autres spiritualités
  - Judaïsme (<13 000, 0,13 %)
  - Islam (60 000, < 1 %)), surtout d'origine tatar, Islam en Biélorussie
  - Hindouisme, Hindouisme en Biélorussie (en) (2 000 ?), The Light of Kailasa (en)
- Nouveaux mouvements religieux
  - Rodnovérie, néopaganisme slave, reconstructionnisme religieux (non chrétien), Congrès européen des religions ethniques
    - Liste de mouvements religieux slaves traditionnels (en) et Néopaganisme balte (en)
    - Belarusian Ecological Union (Белорусский Экологический Союз) ;
    - Centre of Ethnocosmology–Kriya (Belarusian: Цэнтр Этнакасмалогіі "Крыўя") ;
    - Commonwealth of Rodoviches (Rodnovers);[7] ;
    - Darateya Centre (Центр "Даратэя") ;
    - School of the Slavic Health Tradition (Школа "Традиции Здоровья Славян"), ou Order of the Slavic Circle (Орден "Славянский Круг")
- Autres (41,1 %) : agnosticisme, athéisme, indifférence, défiance
  - Liberté de religion en Biélorussie
  - Droits de l'homme en Biélorussie